# Therme Wien
Koordinaten: 48° 8′ 33″ N, 16° 24′ 7″ O
Die Therme Wien ist eine seit 2010 von der Vamed Vitality World betriebene Wellness- und Thermenlandschaft in Oberlaa im 10. Wiener Gemeindebezirk Favoriten. Auf einer Gesamtfläche von ca. 75.000 m² befinden sich knapp 4.000 m² Wasserfläche, ein 3.000 m² großes Saunaareal, ein 6.000 m² umfassender Gesundheitsbereich sowie ein 1.000 m² großer Fitnessbereich. Im Durchschnitt wird die Therme täglich von 3.000 bis 3.500 Personen besucht. Im Jänner 2012 konnten über 1 Million Gäste verzeichnet werden.

## Geschichte
Im Rahmen einer Erdölversuchsbohrung in Oberlaa wurde 1934 am rechten Liesingbachufer eine heiße Schwefelquelle entdeckt. Da jedoch kein Interesse an diesem Fund bestand, wurde das Bohrloch zunächst wieder verschlossen. 1965 wurde im Auftrag der Stadt Wien erneut nach der Schwefelquelle gesucht und am 20. Dezember 1968 die „Kurbetrieb Heilquelle Oberlaa GmbH“ als Tochterbetrieb der Wien Holding gegründet. Im Oktober 1969 wurde der provisorische Kurbetrieb mit 300 bis 400 Behandlungen am Tag in der Quellenstation an der Liesing aufgenommen.
Im Februar 2009 wurde zur Ausweitung der Thermalwasserversorgung mit der Bohrung einer weiteren Quelle begonnen und in ca. 900 Meter Tiefe eine zweite Quelle erschlossen. Nach knapp zwei Jahren Bauzeit wurde am 27. September 2010 die neue Therme Wien, welche direkt neben dem alten Oberlaaer Kurzentrum errichtet wurde, eröffnet. Beim European Health & Spa Award 2011 erreichte die Therme den 1. Platz in der Kategorie „Beste Therme“ und den 3. Platz in der Kategorie „Beste Kuranstalt“. Im November 2011 wurde der „EWA Marketing Award 2011“ der European Waterpark Association für das beste Marketing im Jahr 2011 gewonnen.
In unmittelbarer Nähe liegt seit September 2017 die neuerrichtete Endstation der U-Bahn-Linie U1.

## Themenbereiche
Es gibt neben der Thermenlandschaft und der Saunawelt ein Erlebnisressort für Kinder, einen Fitnessbereich (Therme Wien Fitness) und ein Gesundheitszentrum (Therme Wien Med) sowie eine Thermen-Bibliothek.

## Verkehrsanbindung
Die Therme liegt direkt an der Endstelle der U1 Oberlaa, welche 2017 in Betrieb ging; die Straßenbahnlinie 67, welche parallel verlief, wurde eingestellt. Zudem verkehren einige Autobus- und Regionalbuslinien an der Therme.
Der Bahnhof Oberlaa der Donauländebahn jedoch ist ohne Personenverkehr.